# Rhacophorus bipunctatus
Espèce
Synonymes
- Rhacophorus maculatus Anderson, 1871
- Rhacophorus bimaculatus Boulenger, 1882
- Rhacophorus htunwini Wilkinson, Thin, Lwin & Shein, 2005

Statut de conservation UICN

 LC  : Préoccupation mineure
Rhacophorus bipunctatus est une espèce d'amphibiens de la famille des Rhacophoridae.

## Répartition et habitat
Cette espèce se rencontre :
- dans le sud de la République populaire de Chine ;
- dans le nord-est de l'Inde ;
- au Bangladesh ;
- en Birmanie ;
- au Viêt Nam ;
- au Laos ;
- au Cambodge ;
- en Thaïlande ;
- dans la Malaisie péninsulaire.

C'est une espèce arboricole, qui vit près de la canopée dans les forêts de plaine et de montagne.

## Publications originales
- Ahl, 1927 : Zur Systematik der asiatischen Arten der Froschgattung Rhacophorus. Sitzungsberichte der Gesellschaft Naturforschender Freunde zu Berlin, vol. 1927, p. 35-47.
- Anderson, 1871 : A list of the reptilian accession to the Indian Museum, Calcutta from 1865 to 1870, with a description of some new species. Journal of the Asiatic Society of Bengal, vol. 40, no 1, p. 12-39 (texte intégral).
- Boulenger, 1882 : Catalogue of the Batrachia Salientia s. Ecaudata in the collection of the British Museum, ed. 2, p. 1-503 (texte intégral).
- Wilkinson, Thin, Lwin & Shein, 2005 : A new species of Rhacophorus (Anura: Rhacophoridae) from Myanmar (Burma). Proceedings of the California Academy of Sciences, ser. 4, vol. 56, p. 42-52 (texte intégral).